# Ross Ulbricht
Ross William Ulbricht (Pseudonym Dread Pirate Roberts (DPR); * 27. März 1984) ist der Gründer und Erstbetreiber des von 2011 bis 2013 existierenden Online-Schwarzmarkts Silk Road. Ross Ulbricht wurde 2015 zu einer zweifachen lebenslangen Haftstrafe plus 40 Jahre ohne Möglichkeit einer vorzeitigen Haftentlassung verurteilt.
Am 21. Januar 2025 wurde Ulbricht von Präsident Donald Trump begnadigt.

## Leben

### Anfänge
Ulbricht wuchs im US-Bundesstaat Texas auf, wo er 2002 die Highschool abschloss. Er begann daraufhin ein Physikstudium an der University of Texas at Dallas, welches er 2006 mit einem Bachelor abschloss. Sein Masterstudium absolvierte er daraufhin an der Pennsylvania State University im Gebiet der Kristallographie.
Nachdem er 2009 sein Studium abgeschlossen hatte, gründete er zusammen mit einem Freund einen Onlinehandel für gebrauchte Bücher, der jedoch nur wenig erfolgreich war.

### Silk Road
Bereits 2009 spielte Ulbricht mit dem Gedanken, vorhandene Techniken, wie das Tor-Netzwerk und das Bitcoin-Bezahlsystem, zu nutzen, um einen Online-Schwarzmarkt aufzubauen. Ab 2010 arbeitete er aktiv an Silk Road und stellte die Seite schließlich Anfang 2011 online.

### Verhaftung und Gerichtsverfahren
Am 1. Oktober 2013 um 15.15 Uhr wurde Ulbricht von FBI-Beamten in Zivilkleidung in einer öffentlichen Bibliothek in San Francisco verhaftet. Ihm wurde Verschwörung zum Handel von Drogen und Waffen im Internet vorgeworfen. Im Detail wird Ulbricht unter anderem der Beihilfe zur Verbreitung illegaler Betäubungsmittel, des Betriebes eines kriminellen Unternehmens mit mehr als fünf Personen unter seiner Aufsicht, Computereinbruch, der Verteilung gefälschter Dokumente und der Geldwäsche beschuldigt. Ulbricht soll als Betreiber der Plattform unter dem Pseudonym Dread Pirate Roberts mit Silk Road in Bitcoins umgerechnet etwa 15,8 Millionen Euro verdient haben. Nach fast einem Monat vor Gericht und vier Stunden Beratung der Geschworenen fiel das Urteil. Am 5. Februar 2015 wurde er von einer Manhattaner Jury in sieben Anklagepunkten schuldig gesprochen.
Vor Gericht hatte Ulbricht auf „nicht schuldig“ plädiert. Er argumentierte, die Handelsplattform aus libertärer Motivation des Anarchokapitalismus lediglich gestartet und sich bald darauf zurückgezogen zu haben. Die Handelsplattform sei von anderen weitergeführt worden.

“What we’re doing isn’t about scoring drugs or ‘sticking it to the man’. It’s about standing up for our rights as human beings and refusing to submit when we’ve done no wrong. (…) Silk Road is a vehicle for that message.”

„Bei dem, was wir machen, geht es nicht ums Drogendealen oder ‚der Regierung eins auszuwischen‘. Es geht ums Aufstehen für unsere Rechte als Menschen und sich zu weigern zu unterwerfen, wenn wir nichts Falsches gemacht haben. (…) Silk Road ist ein Mittel für diese Botschaft.“

Unter einem Vorwand sei er von den späteren Betreibern wieder zurückgelockt worden und habe dann als deren Bauernopfer herhalten müssen. Er bestreitet, „Dread Pirate Roberts“ gewesen zu sein.
Prozessbeobachter kritisierten, dass wichtige Zeugen der Verteidigung nicht zugelassen wurden, und befürchteten, dass an Ulbricht ein Exempel statuiert werden soll.
„Ulbrichts Festnahme und Verurteilung (…) sollten eine klare Botschaft an alle senden, die versuchen, ein kriminelles Unternehmen im Internet zu führen“, erklärte Staatsanwalt Preet Bharara. „Die angebliche Anonymität des Dark Web ist kein Schutzschild vor Festnahme und Strafverfolgung.“
Bis zum 4. April 2015 hatte die Verteidigung die Möglichkeit, Einspruch einzulegen. Ulbrichts Anwalt Joshua Dratel wollte davon „auf jeden Fall Gebrauch machen“. Die Website freeross.org setzt sich für Ulbrichts Freilassung ein.
Am 29. Mai 2015 wurde das Strafmaß auf lebenslange Haft festgelegt. In dieser Strafe wurden eine Strafe über 20 Jahre, eine für fünf Jahre, eine für 15 Jahre und zweimal lebenslänglich als gleichzeitig zu verbüßen zusammengefasst. Eine Entlassung auf Bewährung wurde ausgeschlossen. Die Staatsanwaltschaft fordert des Weiteren von ihm etwa 184 Millionen US-Dollar; dies entspreche dem Gesamtwert der auf Silk Road gehandelten Drogen und gefälschten Papiere. Mit einem Brief an Richterin Katherine Forrest und mit einem Appell vor der Verkündung des Strafmaßes hatte Ulbricht vergeblich versucht, ein milderes Urteil zu erwirken. Sein Anwalt bezeichnete das Urteil als „unangemessen und ungerecht“ und legte am 4. Juni 2015 Einspruch dagegen ein. Der Einspruch wurde am 31. Mai 2017 durch ein US-Bundesberufungsgericht abgelehnt und die Haftstrafe bestätigt. Auch hiergegen legte Ulbricht letztinstanzliche Berufung vor dem Obersten Gerichtshof der Vereinigten Staaten ein. Dieser nahm den Fall jedoch nicht zur Entscheidung an und das Urteil wurde rechtskräftig.
Ein weiteres Verfahren, in dem Ulbricht vorgeworfen wird, einen Auftragsmord geplant zu haben, ist am 20. Juli 2018 eingestellt worden.
Ulbricht verbüßte seine Haftstrafe im United States Penitentiary, Tucson, bevor er am 21. Januar 2025 vom amtierenden Präsidenten Donald Trump begnadigt und aus der Haft entlassen wurde.

## Begnadigung
Am 22. Januar 2025 gab der US-Präsident Donald Trump über Truth Social bekannt, dass er ein vollständiges und bedingungsloses Gnadengesuch für Ross Ulbricht, den Gründer des Silk-Road-Dark-Web-Marktplatzes, unterschrieben habe. Trump erklärte, dass er diese Entscheidung zu Ehren von Ulbrichts Mutter und der Libertären Bewegung getroffen habe, die ihn stark unterstützt habe. Trump kritisierte auch diejenigen, die an Ulbrichts Verurteilung beteiligt waren, und behauptete, viele von ihnen seien dieselben Personen, die seiner Meinung nach die Regierung als Waffe gegen ihn eingesetzt hätten. 
Mit der Begnadigung hat Trump ein Wahlkampfversprechen eingelöst.

## Dokumentationen
- 2015: Alex Winter: Deep Web – Der Untergang der Silk Road.
- 2016: Ross Ulbricht – Der Darknet-Dealer[25]
- 2017: Gangster – Ohne Skrupel und Moral; Staffel 4, Folge 6: Ross William Ulbricht.
- 2017: Mark Lewis: Silk Road: Drugs, Death and the Dark Web.

## Film
- 2021: Silk Road – Gebieter des Darknets